# چگالی سطح
چگالی سطح(به انگلیسی: area density  یا areal density یا surface density) عبارت است از جرم در واحد سطح برای یک جسم دو بعدی که واحد آن در سیستم دستگاه بین‌المللی یکاها کیلوگرم بر متر مربع (kg·m−۲) است.
چگالی سطح به صورت زیر قابل محاسبه است:
{\displaystyle \rho _{A}={\frac {m}{A}}}
یا
{\displaystyle \rho _{A}=\rho \cdot l}
که در این روابط
| ρA | = چگالی متوسط سطح |
| m  | = جرم کل جسم      |
| A  | = سطح کل جسم      |
| ρ  | = چگالی متوسط     |
| l  | = ضخامت متوسط جسم |